# Na kazaczjem postu
„Na kazaczjem postu” (ros. На казачьем посту) – kolaboracyjne czasopismo kozackie wydawane podczas II wojny światowej.
Czasopismo było wydawane przez niemieckie wydawnictwo państwowe Deutsche Verlag od 25 kwietnia 1943 roku w Berlinie. Było podporządkowane Głównego Zarządowi Wojsk Kozackich. Funkcję redaktora naczelnego czasopisma pełnił Niemiec dr Stupperich, zaś redaktora technicznego i wydawniczego sotnik Piotr Gusiew. Od 1944 roku jednym z redaktorów był Boris Szyriajew. Czasopismo wychodziło dwa razy w miesiącu. Liczyło 16 stron. Było rozprowadzane wśród żołnierzy kozackich oddziałów wojskowych w służbie niemieckiej. Publikowano w nim artykuły i felietony opisujące działalność i walki kozackich oddziałów wojskowych, dotyczące historii Kozaków, wiersze kozackich poetów itp. Ostatni 43 numer ukazał się 1 lutego 1945 roku. Redakcja czasopisma wydawała też książki kozackich pisarzy, np. „Kazaki-powstancy”, „Gornyje bratja”, czy „Istoriczeskije oczerki Dona” gen. Piotra Krasnowa. Na początku 1945 roku ukazał się ponadto „Kazaczij kalendar´ na 1945 god”.